# Кочієва Надія Андріївна
Надія Андріївна Кочієва (1900, село Квернети Горійського повіту, тепер село Коцтікау, Південна Осетія, Грузія — ?) — осетинська радянська діячка, доярка-телятниця колгоспу імені 13-ти комунарів села Тонтобеті Джавського району Південно-Осетинської автономної області Грузинської РСР. Депутат Верховної ради СРСР 1-го скликання.

## Життєпис
Народилася в бідній селянській родині. З десятирічного віку працювала у господарстві батьків. У 1920 році змушена була покинути рідне село. Лише через декілька років повернулася до Південної Осетії, де працювала у власному господарстві.
З 1930-х років — доярка-телятниця колгоспу імені 13-ти комунарів села Тонтобеті Джавського району Південно-Осетинської автономної області. Досягала високих надоїв молока, брала участь у стахановському русі в сільському господарстві.
Подальша доля невідома.

## Нагороди
- орден «Знак Пошани» (22.02.1936)